# 在那之前
《在那之前》（英語：Before It Comes），是臺灣樂團強辯樂團的第四張錄音室專輯。此專輯是該樂團首張迷你專輯，在推出第三張專輯《我的美麗時光》之後，強辯以獨立樂團的姿態重新思考自己的音樂本質與初衷。在「擁有更多創作自由」和「面對更多不確定的未來」這兩者的矛盾與衝突，轉化為歌曲的創作，用音樂真實記錄他們的故事。

這張關於生活與夢想的迷你專輯於2015年12月30日正式發行，一共收錄六首歌曲。  

## 概念
即使在那之前什麼都看不見，

也要用盡全力一路跑向終點線！

## 成員
- 團長／貝斯手：林奕勳（海狗）
- 主唱／吉他手：黃少谷（黃牛、少少）
- 鼓手：邵崇柏（小猴）

## 曲目
| 曲序 | 曲目                                            |        | 作曲   | 备注                       | 时长 |
| ---- | ----------------------------------------------- | ------ | ------ | -------------------------- | ---- |
| 1.   | 在那之前 Before It Comes                        | 林奕勳 | 林奕勳 |                            | 3:45 |
| 2.   | 你現在不是一個人 Not Alone                      | 黃少谷 | 黃少谷 | 手機遊戲一統三國代言主題曲 | 3:20 |
| 3.   | 好想抱著你 Just Wanna Hold You                  | 黃少谷 | 黃少谷 |                            | 4:05 |
| 4.   | 生活 Move On                                    | 林奕勳 | 林奕勳 |                            | 3:34 |
| 5.   | 還沒倒下那就奔跑吧 Keep Running Before You Fall | 林奕勳 | 林奕勳 |                            | 2:57 |
| 6.   | 再見你一面 See You Again                        | 黃少谷 | 黃少谷 |                            | 5:45 |

## 製作訊息
（來源：實體專輯歌詞本）

| - 制作：強辯樂團 - 共同制作：蔡魯斯 - 錄音：黃士、方頭、強辯樂團 - 混音：黃士 - 母帶後期處理製作人：強辯樂團、黃士 | - 代理發行：種子音樂 - 藝人經紀管理：劉柏良 |

| 1. 在那之前 Before It Comes - 詞／曲：林奕勳 - 编曲演奏：強辯樂團、布魯斯 - 和聲：林奕勳 2. 你現在不是一個人 Not Alone - 詞／曲：黃少谷 - 编曲演奏：強辯樂團、布魯斯 - 和聲：林奕勳 3. 好想抱著你 Just Wanna Hold You - 詞／曲：黃少谷 - 编曲演奏：強辯樂團、布魯斯 - LOOP Porgram：黃少谷 - 和聲：林奕勳、黃少谷 | 4. 生活 Move On - 詞／曲：林奕勳 - 编曲演奏：強辯樂團、布魯斯 - 和聲：林奕勳、邵崇柏 5. 還沒倒下那就奔跑吧 Keep Running Before You Fall - 詞／曲：林奕勳 - 弦樂编寫：林依霖 - 编曲演奏：強辯樂團、布魯斯 - 和聲：林奕勳、黃少谷 6. 再見你一面 See You Again - 詞／曲：黃少谷 - 编曲演奏：強辯樂團、布魯斯 - 木吉他：布魯斯 |